# Encinas de Arriba
Encinas de Arriba – gmina w Hiszpanii, w prowincji Salamanka, w Kastylii i León, o powierzchni 8,78 km². W 2011 roku gmina liczyła 250 mieszkańców.